# Bazum
Bazum är en ort i Armenien.   Den ligger i provinsen Lori, i den nordvästra delen av landet, 80 kilometer norr om huvudstaden Jerevan. Bazum ligger 1 521 meter över havet och antalet invånare är 1 114.
Terrängen runt Bazum är kuperad åt nordost, men åt sydväst är den bergig. Runt Bazum är det ganska tätbefolkat, med 96 invånare per kvadratkilometer.. Närmaste större samhälle är Vanadzor, 8,3 kilometer sydost om Bazum.
Trakten runt Bazum består i huvudsak av gräsmarker.